# Scheloribates pajaki
Scheloribates pajaki är en kvalsterart som först beskrevs av J. och P. Balogh 2002.  Scheloribates pajaki ingår i släktet Scheloribates och familjen Scheloribatidae. Inga underarter finns listade i Catalogue of Life.